# 251 a. C.
El año 251 a. C. fue un año del calendario romano prejuliano. En el Imperio romano se conocía como el año 503 ab urbe condita.

## Acontecimientos
- Consulados de Lucio Cecilio Metelo y Cayo Furio Pácilo en la Antigua Roma.[1]
- Primera guerra púnica. Inicio del cerco de Lilibeo.
- Los romanos, dirigidos por el cónsul Metelo, atacan la ciudad portuaria de Panormo ocupada por los cartagineses después de tomar Cefalodón. Después de una fiera lucha en la batalla de Palermo, los cartagineses, comandados por Asdrúbal Hannón, son derrotados y la ciudad cartaginesa cae.
- Con Panormo capturada, gran parte del interior occidental de Sicilia cae con él. Las ciudades de Ieta, Solous, Petra y Tindaris están conformes en hacer la paz con los romanos en el mismo año. Esta derrota marca el final de una campaña con base en tierra cartaginesa significativa en Sicilia.